# Sojuz 36
Sojuz 36 (ryska: Союз-36) var en flygning i det sovjetiska rymdprogrammet. Flygningen gick till rymdstationen Saljut 6. Farkosten sköts upp med en Sojuz-U-raket från Kosmodromen i Bajkonur den 26 maj 1980. Den dockade med rymdstationen den 27 maj 1980. Den 4 juni 1980 flyttades farkosten från rymdstationens akterport till stationens främre dockningsport. Farkosten lämnade rymdstationen den 31 juli 1980. Några timmar senare återinträdde den i jordens atmosfär och landade i Sovjetunionen.
Det var den femte Interkosmosflygningen.